# Обезьяна де Луа
Обезьяна де Луа (Ameranthropoides loysi) — гипотетический вид крупных южноамериканских обезьян, о существовании которого в Колумбии сообщил в 1920 году проводивший исследования в Южной Америке швейцарский геолог Франсуа де Луа.
Единственным возможным доказательством его существования, помимо слов де Луа, является сделанная им же фотография застреленного животного. Джордж Монтадон и другие учёные поначалу приняли примата, описанного де Луа, за неизвестный вид высших приматов.
Большинство современных учёных либо считают животное, описанное де Луа, коатой (паукообразной обезьяной), либо отвергают данное сообщение как мистификацию.

## История
По словам Франсуа, во время экспедиции в Южную Америку, он надеялся обнаружить новые виды животных. И однажды, во время разбива лагеря возле реки, Де Луа услышал шаги приближающихся крупных животных. Сначала тот подумал, что возможно это могла быть пара довольно крупных очковых медведей, но позже стало понятно, что это некие человекообразные приматы, передвигающиеся на двух задних конечностях. Те почему-то были очень злы, скорее всего из-за того, что на их территорию вошли люди. Обезьяны принялись бросать в туристов камни, ветки и собственные фекалии, а те стали стрелять, стараясь напугать разъяренных животных. Сначала охотники попытались пристрелить самца, который вел себя агрессивнее, но тот, якобы испугавшись, спрятался за самку, и в итоге была убита она. Самец же бросился убегать прочь. Убитую обезьяну посадили на ящик, и поставили длинную палку под подбородок, чтобы животное выглядело как в сидящей позе, и сфотографировали ее. Де Луа пытался сохранить шкуру и кости, но ему это сделать не удалось. Дольше всех пролежал череп, но по словам Де Луа, один из местных жителей захотел оставить его себе, используя в качестве солонки.
После того, как тот показал его Монтадону, тот сразу поверил, и даже заранее придумал примату название — Ameranthropoides loysi (Американская человекообразная обезьяна Де Луа), но после поздних экспедиций, приматы так и не были найдены. По словам Де Луа рост примата был около 150 см. В основном американские обезьяны бывают роста до 110 см, и не более. Некоторые думают, что история Де Луа выдумана, а приматом была взрослая коата с отрезанным хвостом, но это не совсем точно. Франсуа говорил, что у примата не было хвоста, насчет этого точно поверить нельзя, т.к его не видно. Но если приглядеться, можно заметить, что задние лапы примата коротковаты для коаты, а грудная клетка слишком широкая. На сегодня загадочное существо переведено в разряд мистификаций.